# James J. Dillon
James J. "JJ" Dillon (nascido James Morrison, Trenton, 26 de junho de 1942) é um ex-lutador e ex-manager de luta profissional estadunidense.
Ele é mais conhecido por ser o líder estratégico do grupo Four Horsemen original, que consistia de Ric Flair, Tully Blanchard, Arn e Ole Anderson. Além disso, ele liderou diversos lutadores a vitórias e conquistas de títulos individuais e de duplas da National Wrestling Alliance (NWA). Após deixar a World Championship Wrestling (WCW) em fevereiro de 1989, Dillon tornou-se um executivo da World Wrestling Federation (WWF) até 1997. Ele, mais tarde, retornou à WCW. Em 2003, ele tornou-se o representante da NWA na Total Nonstop Action Wrestling (TNA) por um breve período.
Em 2009, ele fez uma aparição no Deaf Wrestlefest 2009, aliando-se a "Beef Stew" Lou Marconi e "Handsome" Frank Staletto em uma luta de trios contra "Franchise" Shane Douglas, Dominic Denucci e Cody Michaels.
Em 31 de março de 2012, Dillon foi introduzido ao Hall da Fama da WWE como parte dos Four Horsemen.

## No wrestling
- Lutadores de quem foi manager
  - Abdullah the Butcher
  - The Mongolian Stomper
  - Brute Bernard
  - Buddy Landell
  - Moondog Mayne
  - Ox Baker
  - Waldo Von Erich
- Duplas e grupos de quem foi manager
  - Four Horsemen (Ric Flair, Ole Anderson, Arn Anderson e Tully Blanchard)
  - The Long Riders (Ron Bass e Black Bart)

## Títulos e prêmios
- Cauliflower Alley Club
  - Outra introdução (2007)
- Central States Wrestling
  - NWA Central States Tag Team Championship (1 vez) – com Buzz Tyler
- Championship Wrestling from Florida
  - NWA Florida Heavyweight Championship (1 vez)
  - NWA Florida Tag Team Championship (1 vez) - com Roger Kirby
  - NWA Florida Television Championship (1 time)
- Eastern Sports Association
  - ESA International Heavyweight Championship (1 vez)
  - ESA International Tag Team Championship (1 vez) - com Freddie Sweetan
  - ESA North American Heavyweight Championship (1 vez)
- NWA Western States Sports
  - NWA International Heavyweight Championship (Versão de Amarillo) (1 vez)
  - NWA Western States Television Championship (1 vez)
- Georgia Championship Wrestling
  - NWA Macon Heavyweight Championship (1 vez)[6]
- Professional Wrestling Hall of Fame
  - Classe de 2013[7]
- Pro Wrestling Illustrated
  - Manager do Ano (1982, 1983 e 1988)
- WWE
  - Hall da Fama da WWE (Classe de 2012)[8]